# Jan Mulder
Jan Mulder, született Johan Mulder (Bellingwolde, 1945. május 4. –) válogatott holland labdarúgó, csatár, író, újságíró, televíziós személyiség.

## Pályafutása

### Klubcsapatban
1963–64-ben a WVV Winschofen, 1965 és 1972 között az Anderlecht, 1972 és 1975 között az Ajax labdarúgója volt. Az Anderlechttel négy bajnok címet és egy balgakupa-győzelmet szerzett. Tagja volt az 1969–70-es idényben VVK-döntős csapatnak. Az Ajaxxal egy bajnoki címet nyert és tagja volt az 1972–73-as idényben BEK-győztes együttesnek, de a döntőn nem szerepelt.

### A válogatottban
1967 és 1970 között öt alkalommal szerepelt a holland válogatottban és egy gólt szerzett.

## Visszavonulása után
Az aktív labdarúgó pályafutása után, íróként, újságíróként és sportkommentátorként dolgozott. 1996 és 2006 között főleg a holland válogatott és a holland bajnokság mérkőzéseit elemző műsorokban szerepelt szakértőként. Számos könyve jelent meg Hollandiában novelláskötettől a regényekig.

## Magánélete
Fia Youri Mulder (1969) holland válogatott labdarúgó, pályafutása jelentős részét a német Schalke 04 csapatánál  töltötte.

## Sikerei, díjai
Anderlecht
- Belga bajnokság
  - bajnok (4): 1965–66, 1966–67, 1967–68, 1971–72
  - gólkirály: 1966–67 (20 gól)
- Belga kupa
  - győztes: 1971–72
- Vásárvárosok kupája
  - döntős: 1969–70

 Ajax
- Holland bajnokság
  - bajnok: 1972–73
- Bajnokcsapatok Európa-kupája (BEK)
  - győztes: 1972–73
- Interkontinentális kupa
  - győztes: 1972
- UEFA-szuperkupa
  - győztes: 1973

## Könyvei
- Opmars der strafschopgebieden (1978)
- De eeuwige reserve (1982)
- Sportjournalistiek bestaat niet (1984)
- De toespraken (1987)
- Diva in Winschoten (1988, novellák)
- De middagduivel (1992)
- De vuurspuger van Ootmarsum (1994)
- Fiebelekwinten (1994)
- La vase (1994)
- Spreek en vergissing (1994, regény)
- Mobieliquette (1996)
- Familie-album (1999)
- Villa BvD (1999)
- Overwinningen & nederlagen (2000)
- Spelers en speelsters (2001)
- Hollandse Velden (2001)
- De vrouw als karretje (2002)
- Strafschopgebieden & Reserves (2002)
- Opkomst & Ondergang (2002)
- Iris (2003)
- De analyticus (2009)
- Labradoedel (2009)
- Chez Stans (2010)

## Statisztika

### Mérkőzései a holland válogatottban
| Hollandia | Hollandia         | Hollandia                    | Hollandia    | Hollandia | Hollandia | Hollandia    | Hollandia | Hollandia |
| #         | Dátum             | Helyszín                     | Hazai        | Eredmény  | Vendég    | Kiírás       | Gólok     | Esemény   |
| --------- | ----------------- | ---------------------------- | ------------ | --------- | --------- | ------------ | --------- | --------- |
| 1.        | 1967. április 5.  | Lipcse, Zentralstadion       | NDK          | 4 – 3     | Hollandia | Eb-selejtező | 1         | 10'       |
| 2.        | 1967. április 16. | Antwerpen, Bosuilstadion     | Belgium      | 1 – 0     | Hollandia | barátságos   | -         |           |
| 3.        | 1967. május 10.   | Budapest, Népstadion         | Magyarország | 2 – 1     | Hollandia | Eb-selejtező | -         |           |
| 4.        | 1969. november 5. | Amszterdam, Olimpiai Stadion | Hollandia    | 0 – 1     | Anglia    | barátságos   | -         |           |
| 5.        | 1970. december 2. | Amszterdam, Olimpiai Stadion | Hollandia    | 2 – 0     | Románia   | barátságos   | -         |           |
|           | Összesen          |                              |              | 5         | mérkőzés  |              | 1         | gól       |